# Sigmundur Ernir Rúnarsson
Sigmundur Ernir Rúnarsson (* 6. März 1961 in Akureyri) ist ein isländischer Journalist, Schriftsteller und Politiker (Allianz). Schriftstellerisch ist er besonders durch seine Lyrik und als Verfasser von Biografien hervorgetreten.

## Leben
Nach seinem Abitur am Gymnasium von Akureyri besuchte Sigmundur Ernir Rúnarsson von 1981 bis 1986 journalistische Lehrgänge in Norwegen, Schweden und den Vereinigten Staaten. Er war bei verschiedenen isländischen Medien tätig, unter anderem beim Fernsehsender Sjónvarpið der öffentlich-rechtlichen Rundfunkanstalt RÚV, als Reporter und stellvertretender Nachrichtenredakteur beim privaten Sender Stöð 2 sowie als Redakteur bei den Zeitungen DV und Fréttablaðið.
Von 2009 bis 2013 war er Abgeordneter des isländischen Parlaments Althing für den Nordöstlichen Wahlkreis. Zuletzt gehörte er dem parlamentarischen Ausschuss für Justizangelegenheiten und Bildung sowie dem Budgetausschuss an; seit 2012 war er auch Mitglied der isländischen Delegation bei den Parlamentarierkomitees der EFTA- und EWR-Staaten sowie des gemeinsamen parlamentarischen Komitees EU-Island.
Seit dessen Gründung 2015 ist Sigmundur Ernir Rúnarsson Programmdirektor des privaten Fernsehsenders Hringbraut. Auch nachdem das Medienunternehmen 365 miðlar das Fréttablaðið 2019 an Investoren um Helgi Magnússon verkauft hatte und dessen Aktivitäten mit Hringbraut unter einem Dach zusammengelegt wurden, verblieb Sigmundur Ernir in dieser Funktion.

### Literarisches Schaffen
Sigmundur Ernir Rúnarsson schreibt schon seit seiner Gymnasialzeit Gedichte. Sein erster Gedichtband Kringumstæður erschien 1980. In einem Interview äußerte er 1990 nach dem Erscheinen seiner dritten Gedichtsammlung Stundir úr lífi stafrófsins, dass die Gedichte darin sehr persönlich seien. Sie sollten „schreien, weinen und lachen“ und ihm so erlauben, sich auf eine Weise auszudrücken, die beim Fernsehen in „neutraler Maske und mit ordentlicher Krawatte“ nicht möglich sei. Seither sind mehrere weitere Bände mit Gedichten von Sigmundur Ernir erschienen. Darüber hinaus hat er auch zahlreiche Sachbücher, besonders Biografien verfasst, unter anderem über den ehemaligen Minister und Vorsitzenden der Fortschrittspartei Guðni Ágústsson. Seine Schilderung des Lebens von Magnea Guðmundsdóttir als einer Mutter, die sich gegen widrige Umstände für ihre Kinder eingesetzt hat, stand in der 2. Dezemberwoche 2008 auf Platz 1 der Bestsellerliste für Biografien und Memoiren des Morgunblaðið.

## Werke (Auswahl)
Gedichte
- Kringumstæður.  Víkurblaðið, Húsavík 1980.
- Eldhús ömmu Rún. Uppheimar, Akranes 2012. ISBN 978-9935-4-3260-5
- Allt þetta hugsafn af árum sem kvað vera ævi. Veröld, Reykjavík 2016. ISBN 978-9935-4-7532-9

Zahlreiche weitere Gedichtbände.
Biografien
- Barn að eilífu. JPV, Reykjavík 2004. ISBN 9979-781-59-9 (Geschichte einer isländischen Familie mit einem behinderten Kind)
- Guðni af lífi og sál Veröld, Reykjavík 2007. ISBN 978-9979-7-8927-7 (Biografie von Guðni Ágústsson)
- Magnea. Veröld, Reykjavík 2008. ISBN 978-9979-7-8944-4 (Biografie von Magnea Guðmundsdóttir)
- Níu líf. Veröld, Reykjavík 2018. ISBN 978-9935-4-9532-7 (Biografie von Gísli Steingrímsson)

Mehrere weitere Biografien.